# Kazuki Ura
Kazuki Ura (浦 和希 Ura Kazuki?, nacido el 18 de octubre de 1995) es un actor de voz japonés afiliado a VIMS. Es conocido por prestar su voz a Kyōsuke Aiba en Futsal Boys!!!!!, Shōta Doi en Shūmatsu no Harem, Yoichi Isagi en Blue Lock, Cobalt en Technoroid y Byaku en Bōkensha ni Naritai to Miyako ni Deteitta Musume ga S-rank ni Natteta.

## Biografía
Kazuki Ura, nativo de la prefectura de Osaka, nació el 18 de octubre de 1995. Mientras estaba en la secundaria, fue trombonista de su banda de música. Mientras tenía dificultades en la escuela secundaria, quedó impresionado por la interpretación de Misato Fukuen como Yoshika Miyafuji, el personaje principal de Strike Witches. Originalmente había planeado ser creador de juegos mientras estaba en la universidad antes de decidir convertirse en actor de doblaje. Más tarde se inscribió en el Instituto Japonés de Narración y Actuación..
En 2019, protagonizó su primer papel regular como Tsuchiya en Dimension High School después de audicionar sin éxito para la parte animada de la serie. En febrero de 2020, Ura fue elegido para interpretar a Kyōsuke Aiba en Futsal Boys!!!!!. En septiembre de 2020, fue elegido para interpretar a Kazuhiko Satō en Tasūketsu: Judgement Assizes. En junio de 2021, fue elegido para interpretar a Shōta Doi en Shūmatsu no Harem. En agosto de 2021, fue elegido para interpretar a Yoichi Isagi en Blue Lock. Fue anunciado como parte del elenco del proyecto multimedia Technoroid en noviembre de 2021. En enero de 2022, fue elegido para interpretar a Subaru Makabe en Shadowverse Flame. En agosto de 2023, prestó su voz a Byaku en Bōkensha ni Naritai to Miyako ni Deteitta Musume ga S-rank ni Natteta y Falk en Undead Girl Murder Farce. En marzo de 2024, recibió el premio al Mejor Actor Principal en la 18.ª edición de los Seiyū Awards.
Ura tiene cuatro hermanos, dos de los cuales son mayores que él.

## Filmografía

### Anime
Los papeles principales están en negrita

#### Series de televisión
| Año  | Título                                                                    | Rol                                                  | Refs.         |
| ---- | ------------------------------------------------------------------------- | ---------------------------------------------------- | ------------- |
| 2018 | Golden Kamuy                                                              | Soldados                                             | [ 1 ]         |
| 2018 | Tada-kun wa Koi wo Shinai                                                 | Estudiante                                           | [ 1 ]         |
| 2018 | Shūdengo, Capsule Hotel de, Jōshi ni Binetsu Tsutawaru Yoru               | Miembro del staff                                    | [ 1 ]         |
| 2019 | Ahiru no Sora                                                             | Nuevo miembro del Club Marutaka; secuaz de Nishiwaki | [ 1 ]         |
| 2019 | Dimension High School                                                     | Miembro del club de jardinería                       | [ 1 ]         |
| 2019 | Tsūjō Kōgeki ga Zentai Kōgeki de Ni-kai Kōgeki no Okāsan wa Suki Desu ka? | Voces extra                                          | [ 1 ]         |
| 2020 | Runway de Waratte                                                         | Patrón lejano A                                      | [ 1 ]         |
| 2020 | Yu-Gi-Oh! Sevens                                                          | Osamu Rojihara                                       | [ 1 ]         |
| 2021 | Ijiranaide, Nagatoro-san                                                  | Hombre                                               | [ 1 ]         |
| 2021 | Kyōkyoku Shinka Shita Full Dive RPG ga Genjitsu Yorimo Kuso-Ge Dattara    | Tatsuya Moriguchi                                    | [ 1 ]         |
| 2022 | Shūmatsu no Harem                                                         | Shōta Doi                                            | [ 6 ]         |
| 2022 | Futsal Boys!!!!!                                                          | Kyōsuke Aiba                                         | [ 4 ]         |
| 2022 | Shadowverse Flame                                                         | Subaru Makabe                                        | [ 9 ]         |
| 2022 | Blue Lock,                                                                | Yoichi Isagi                                         | [ 7 ]         |
| 2023 | Technoroid: Overmind                                                      | Cobalt                                               | [ 1 ]         |
| 2023 | Kuma Kuma Kuma Bear                                                       | Barbold                                              | [ 1 ]         |
| 2023 | Undead Girl Murder Farce                                                  | Falck                                                | [ 11 ]        |
| 2023 | Shadowverse Flame: Seven Shadows-hen                                      | Subaru Makabe                                        | [ 1 ]         |
| 2023 | Bungō Stray Dogs 5th Season                                               | Oficial superior de escolta B; Fukuchi Ōchi (joven)  | [ 1 ]         |
| 2023 | Ao no Orchestra                                                           | Ben                                                  | [ 1 ]         |
| 2023 | Bōkensha ni Naritai to Miyako ni Deteitta Musume ga S-rank ni Natteta     | Byaku                                                | [ 10 ]        |
| 2023 | Seijo no Maryoku wa Bannō Desu 2nd Season                                 | Tenjun                                               | [ 13 ]        |
| 2023 | KamiErabi God.app                                                         | Gorō Ono                                             | [ 1 ]         |
| 2024 | Shinkalion: Change the World                                              | Yamato Nishiōji                                      | [ 14 ]        |
| 2024 | Shadowverse Flame: Arc-hen                                                | Subaru Makabe                                        | [ 1 ]         |
| 2024 | Tasūketsu                                                                 | Ryūta Ichinose                                       | [ 15 ]        |
| 2024 | Madо̄gushi Dahlia wa Utsumukanai                                           | Drino Barty                                          | [ 16 ]        |
| 2024 | Kono Sekai wa Fukanzen Sugiru                                             | Imai                                                 | [ 17 ]        |
| 2024 | Tsue to Tsurugi no Wistoria                                               | Gordon Valley                                        | [ 18 ]        |
| 2024 | Isekai Yururi Kikō                                                        | Granvault Lowain                                     | [ 19 ]        |
| 2024 | KamiErabi God.app 2nd Season                                              | Gorō Ono                                             | [ 20 ]        |
| 2024 | Blue Lock vs. U-20 Japan                                                  | Yoichi Isagi                                         | [ 21 ] [ 22 ] |
| 2025 | Zenshū.                                                                   | Luke Braveheart                                      | [ 23 ]        |
| 2025 | Dōse, Koishite Shimaunda.                                                 | Kizuki Hazawa                                        | [ 24 ]        |
| 2025 | Wind Breaker Season 2                                                     | Seiryu Sakaki; Uryu Sakaki                           | [ 25 ]        |
| 2025 | Mizuzokusei no Mahōtsukai                                                 | Abel                                                 | [ 26 ]        |
| 2025 | Gachiakuta                                                                | Follo                                                | [ 27 ]        |
| 2025 | Tōgen Anki                                                                | Shiki Ichinose                                       | [ 28 ]        |
| 2025 | Saigo ni Hitotsu dake Onegai shitemo Yoroshii deshō ka                    | Sigurd Forgrave                                      | [ 29 ]        |
| 2025 | Kizu Darake Seijo Yori Hōfuku wo Komete                                   | Garrett                                              | [ 30 ]        |
| 2025 | Isekai Munchkin: HP 1 no Mama de Saikyō Saisoku Danjon Kōryaku            | Yukito Kirihara                                      | [ 31 ]        |
| 2026 | Dōse, Koishite Shimaunda Season 2                                         | Kizuki Hazawa                                        | [ 32 ]        |

#### Películas
| Año  | Título                  | Rol          | Refs.  |
| ---- | ----------------------- | ------------ | ------ |
| 2024 | Blue Lock: Episode Nagi | Yoichi Isagi | [ 33 ] |

#### OVAs
| Año  | Título                       | Rol           | Refs. |
| ---- | ---------------------------- | ------------- | ----- |
| 2021 | Tasūketsu: Judgement Assizes | Kazuhiko Satō | [ 5 ] |

### Videojuegos
2010
- Grand Chase como King Imp, Pepe[1]

2020
- Monster Strike como Rezan, Break[1]
- Tom Clancy's Ghost Recon Breakpoint como Gregor, Private Robert, otros[1]

2021
- Futsal Boys!!!!! High-Five League como Kyōsuke Aiba[1]

2022
- Technoroid Unison Heart como Cobalt[1]

### Doblaje
- Kingdom of the Planet of the Apes como Anaya (Travis Jeffery)[34]

## Premios y nominaciones
| Año  | Premios      | Categoría             | Resultado | Refs.  |
| ---- | ------------ | --------------------- | --------- | ------ |
| 2024 | Seiyū Awards | Mejor Actor Principal | Ganador   | [ 12 ] |